# Nyíradony (distrikt)
Nyíradony är ett distrikt i Ungern. Det ligger i provinsen Hajdú-Bihar, i den östra delen av landet, 220 km öster om huvudstaden Budapest.